# Jérémie Assous
Pour les articles homonymes, voir Assous.
Jérémie Assous, né le 27 février 1977 à Paris, est un avocat pénaliste français connu pour avoir plaidé dans des affaires médiatiques. 

## Biographie
Jérémie Assous est issu de la classe moyenne de banlieue, élevé par une mère professeure d'histoire-géo et un père juif tunisien d'origine arrivé en 1959 à Marseille et qui a toujours regretté de ne pas avoir pu faire d'études supérieures.
Pendant l'adolescence, Jérémie Assous est exclu de différents établissements et passe le baccalauréat en candidat libre. Il prête serment en 2003. Il est aussi critiqué par des confrères et magistrats pour son « arrogance » et son « égocentrisme ».
Le Monde s'intéresse également à lui en 2018. Le journal relève que deux camps s'opposent. « Ses détracteurs sont légion » et, sous couvert d'anonymat, le décrivent par exemple « sans foi ni loi » tel un « petit Rastignac épouvantable ». A contrario, ses protecteurs sont puissants, à l'instar d'Éric Dupond-Moretti ou Jacqueline Laffont-Haïk. Ceux-ci ne tarissent pas d'éloges à son endroit, le qualifiant ainsi de « petit surdoué » au « caractère révolté ».

### Divers
En 2014, il co-fonde, aux côtés de Jeremy Oinino - ancien client dans le litige Demanderjustice.com - la société Action Civile, plateforme qui a pour objectif de réunir le plus grand nombre de consommateurs se disant victimes dans des affaires dites « sérielles », c'est-à-dire concernant la même personne morale. En 2015, le site demeure à l'état embryonnaire selon Libération.
En 2018, il figure à la 17e place des « avocats les plus puissants de France » selon un classement GQ qui indique qu'il fréquente des membres de La France insoumise.

## Affaires médiatiques

### Télé-réalité
En 2009, la Cour de cassation fait droit aux demandes de ses clients, anciens candidats de télé-réalité, en validant la requalification des contrats de participation aux émissions en contrats de travail,,. Réagissant à la décision, Jérémie Assous se dit réjoui et « extrapole » sur les sommes financières qui pourraient être allouées à l'ensemble des participants de la télé-réalité française. A contrario, l'avocat de TF1 explique être « soulagé » que la justice soit restée très en dessous des demandes de son confrère sur la fixation du préjudice.

### Demanderjustice.com et saisirprudhomme.com
En 2014, Jérémie Assous défend le fondateur de www.demanderjustice.com et www.saisirprudhomme.com à qui il est reproché d'exercer illégalement la profession d'avocat à travers ces sites. L'avocat soutient notamment que la quasi-totalité des activités est prise en charge par des algorithmes et que le reste des employés a uniquement pour mission d'« alimenter la bibliothèque virtuelle ». Lors du procès, Jérémie Assous fustige la position du Conseil national des barreaux, partie civile, en déclarant que les sites sont dans l'intérêt des justiciables, notamment ceux avec des moyens financiers limités. Jeremy Oinino est relaxé par la 30e Chambre correctionnelle du tribunal de grande instance de Paris,. Le jugement est confirmé appel en 2016, la décision précisant que les deux sites ont l'interdiction de délivrer des conseils juridiques.

### Affaire Muller
En 2013, le docteur Jean-Louis Muller est acquitté du meurtre de son épouse après quatorze années de procédure judiciaire. En 2014, Éric Dupond-Moretti, aux côtés de Jérémie Assous, assigne en référé Arte et une société de production pour atteinte à la vie privée après la diffusion d'Intime conviction qui s'inspire de l'histoire de leur client et inclut un vote des téléspectateurs, après la diffusion, sur la culpabilité du personnage de fiction. L'audience est vive en raison des propos des deux avocats. Le tribunal de grande instance de Paris ordonne à la chaîne de télévision d'arrêter immédiatement la diffusion du téléfilm sur tous les supports. Quelques mois plus tard, l'interdiction du programme est confirmée et les défenseurs doivent verser 50.000 euros de dommages-intérêts à Jean-Louis Muller.

### Affaires Marcel Campion

#### Reportage d'Enquête Exclusive

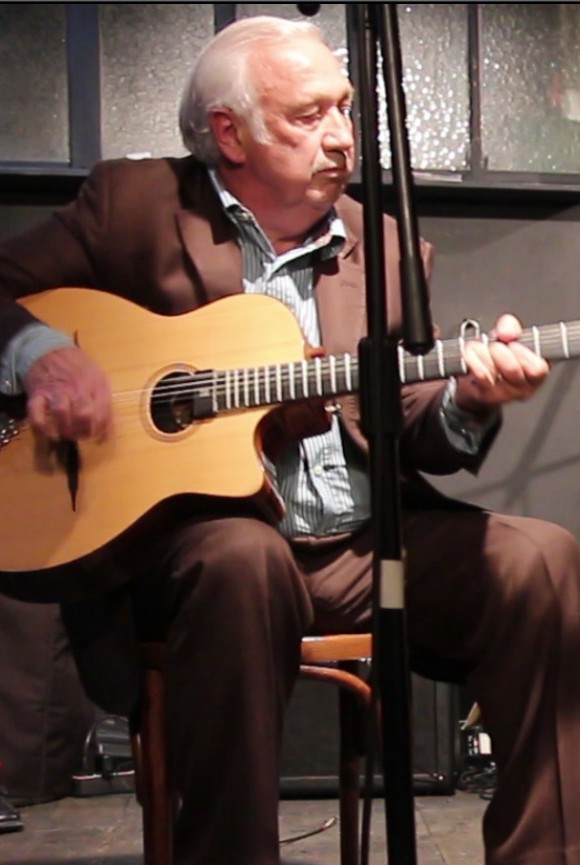
Marcel Campion, l'un des clients de Jérémie Assous.

En décembre 2013, un reportage de M6 présente Marcel Campion comme un « personnage sulfureux ». Celui-ci réagit à l'antenne de Sud Radio en tenant des propos avec des insultes à l'encontre de Bernard de La Villardière, présentateur d'Enquête exclusive. Représenté par Jérémie Assous, Marcel Campion est reconnu coupable d'injure publique par la 17e Chambre du tribunal correctionnel de Paris en 2015 ; il est condamné à 300 euros d'amende et doit verser au plaignant, d'une part, 2000 euros de dommages-intérêts et, d'autre part, 1 500 euros au titre des frais de justice. La totalité du dispositif est confirmée en appel,.
En 2017, dans le cadre de la même affaire, et toujours représenté par Jérémie Assous, Marcel Campion obtient en première instance la condamnation, pour diffamation, de Nicolas de Tavernost et de deux journalistes dont Bernard de La Villardière, à la suite de propos diffusés qui portaient sur la roue de Paris. Néanmoins, un an plus tard, la cour d'appel de Paris ne suit pas l'avocat du plaignant et relaxe définitivement les trois individus en considérant que le propos incriminé « se borne à un simple constat, sans affirmer ni même insinuer qu’il s’agirait d’une manœuvre délibérée et frauduleuse dans le but d’empêcher l’évaluation du chiffre d’affaires ».

#### Marché de Noël des Champs-Elysées
En 2017, Jérémie Assous et Marie-Alix Canu-Bernard saisissent la justice en référé pour faire annuler la suppression du marché de Noël des Champs-Elysées décidée par la mairie de Paris. La requête est rejetée au motif que la convention d'occupation du domaine public a expiré le 12 octobre 2017. Or, le référé a été présenté après cette date et il n'est pas du ressort du juge administratif des référés de suspendre une décision « après l'annulation du contrat ». Les deux avocats indiquent qu'ils vont déposer un recours devant le Conseil d'Etat. Entre les deux, Marcel Campion change de conseil.

### Affaire de Tarnac
En 2018, lors du procès de l'affaire de Tarnac, il critique vertement « les méthodes » mises en œuvre pendant l'enquête. La stratégie de défense est qualifiée de « fructueuse entreprise de démolition » qui n'a pas varié depuis dix ans. Le journal Les Jours tient sensiblement la même analyse. In fine, son client Julien Coupat est relaxé d'association de malfaiteurs et de dégradations en réunion ; il est reconnu coupable d'avoir refusé de se soumettre à un prélèvement biologique.

### Affaire Cécile Vaissié
En 2019, un procès est intenté contre Cécile Vaissié du chef de diffamation en raison de passages de son ouvrage Les Réseaux du Kremlin en France paru en 2016. Egalement avocat de la chaîne Russia Today, Jérémie Assous défend cinq plaignants sur six. Au cours de l'audience, il s'attache à remettre en question la méthodologie de l'universitaire. Celle-ci est condamnée pour un seul extrait sur la vingtaine dénoncée par les parties civiles.

### Affaire Gérard Depardieu
Jérémie Assous assure la défense de l'acteur Gérard Depardieu pour des accusations d’agression sexuelle sur deux femmes, lors du tournage du film Les Volets verts en 2021. Lors de l'audience, qui a commencé le 23 mars 2025, Me Assous adopte une stratégie agressive à l'encontre des plaignantes et de leurs avocates, qui dénoncent des atteintes aux procédures. Ainsi, plusieurs documents (liste des témoins et conclusions de la défense) que le président du tribunal avait demandé pour deux semaines avant l'audience n'ont été transmises que le jour J. Lorsque le procureur l'a interpellé sur le sujet de ces « pièces transmises au compte goutte » en notant que « venir à l'audience avec un seul jeu de conclusion [était] loin du contradictoire », Me Assous s'est adressé aux avocates ainsi : « Vous voulez ma clé [USB] ? […] Je ferai l’effort d’aller dans un Copytop pour vous ! ». 
À plusieurs reprises, lors de l'audience, Jérémie Assous a tenu des propos critiquant ouvertement le mouvement Me Too et la parole des plaignantes : « Elles ont mis deux ans à porter plainte, elles ne sont pas à trois mois près ! » ou encore, en s'adressant à la plaignante : « Je n’ai jamais vu une victime, une vraie victime, refuser des actes. Madame, je le dis publiquement : on ne vous croit pas. ». La violence de ses attaques contre les plaignantes et leurs avocates lors de sa plaidoirie conduit 200 avocats à publier une lettre ouverte s'insurgeant contre l'absence de réponse du tribunal, et malgré la doctrine juridique qui accorde une très grande liberté de parole lors de l'audience fait condamner son client à des dommages et intérêts supplémentaires lors du jugement. En effet pour le tribunal, la liberté de parole d'un avocat ; « ne saurait légitimer des propos outranciers ou humiliants portant atteinte à la dignité des personnes ou visant à les intimider » .

## Poursuites pour diffamation
En 2012, Jérémie Assous, alors avocat de Julien Coupat, déclare sur une antenne radio que l'un des enquêteurs « est accusé d'être un faussaire ». L'individu visé par ces propos porte plainte pour diffamation mais, conformément aux réquisitions du procureur, Jérémie Assous est relaxé en 2016 par la 17e chambre du tribunal de grande instance de Paris. La doctrine juridique a rappelé que l'avocat bénéficie d'une particulière « liberté offerte par l’audience pour exposer sa vision de l’enquête policière ».
En 2012, il est relaxé du chef de diffamation à l'encontre d'ACN. Il avait déclaré lors d'un reportage pour France 2 que les pratiques commerciales de l'entreprise pouvaient être qualifiées de « vente pyramidale déguisée ». Les magistrats suivent les conclusions de Thierry Lévy, avocat en défense, en relevant que l'accusé « disposait d’éléments nombreux et étayés de nature à jeter la suspicion sur le procédé commercial d’ACN ».